# Билли Бонс
Билли Бонс (англ. Billy Bones) — персонаж романа Роберта Льюиса Стивенсона «Остров сокровищ», пират XVIII века.

## Роль в сюжете
Уильям «Билли» Бонс был первым помощником (first mate) на корабле капитана Флинта. Наряду с «долговязым» Джоном Сильвером входил в число приближённых главаря. Бонс — грузный моряк с сабельным шрамом на щеке.
По воспоминаниям Сильвера и других пиратов, отличался жестокостью: «Билли был тяжёл на руку и скор на расправу…». Его любимой поговоркой была: «мёртвые не кусаются». После смерти Флинта завладел картой острова Сокровищ, став мишенью для остальных пиратов. Бонс поселился в трактире «Адмирал Бенбоу», принадлежащем матери Джима Хокинса, где просил называть его просто «капитаном».
Жил уединённо, много пил. После угроз и покушений со стороны старых дружков (в числе визитёров были Чёрный Пёс и слепой Пью), закончившихся вручением ему «чёрной метки», умер от апоплексического удара, спровоцированного нервными перегрузками и хроническим алкоголизмом. Карта досталась Джиму Хокинсу, что и послужило завязкой романа.

## Воплощения в кино
В известных экранизациях Билли Бонса играли:
- 1920, Остров сокровищ — Эл У. Филсон
- 1934, Остров сокровищ — Лайонел Берримор
- 1937, Остров сокровищ — Николай Черкасов
- 1950, Остров сокровищ — Карри Финлей
- 1971, Остров сокровищ — Казимирас Виткус
- 1972, Остров сокровищ — Лайонел Стэндер
- 1982, Остров сокровищ — Леонид Марков
- 1987, Остров сокровищ в космосе — Эрнест Боргнайн
- 1988, Остров сокровищ (мультфильм) — роль озвучивал Виктор Андриенко
- 1990, Остров сокровищ — Оливер Рид
- 1999, Остров сокровищ — Патрик Бергин
- 2006, Пираты Острова Сокровищ — Джастин Джонс
- 2012, Остров сокровищ — Дэвид Хервуд
- 2014, Чёрные паруса — Том Хоппер